# Arcizans-Avant
Arcizans-Avant é uma comuna francesa na região administrativa de Occitânia, no departamento dos Altos Pirenéus. Estende-se por uma área de 15,04 km², Em 2010 a comuna tinha 408 habitantes (densidade: 27,1 hab./km²)..